# Lufttransport (flyselskab)
 Denne artikel omhandler et flyselskab. Opslagsordet har også en anden betydning, se Transport.
Lufttransport er et norsk flyselskab der primært flyver ambulance-helikoptere og fly på vegne af den norske og svenske regering. Derudover flyver selskabet overvågning af havet for Kystvakten, transport af skibslodser, og regulær passagerertrafik fra lufthavne på Svalbard. Det har base på Tromsø Lufthavn.

## Historie
Selskabet blev oprettet i 1955 og fusionerede i 1995 med Mørefly.
I 1978 startede selskabet med at flyve minepersonale fra den nye lufthavn i Longyearbyen på Svalbard til de andre lufthavne på Svalbard, Svea Lufthavn og Ny-Ålesund Flyveplads. Siden 1994 har Lufttransport brugt Dornier 228 turboprop fly til ruterne på Svalbard. I 2002 begyndte selskabet at samarbejde med lodstjeneste i Bergen, og flyver nu lodser ud til skibe på havet. I 2005 startede de også at flyve på ruten fra Bodø til Værøy.
Lufttransport har siden oktober 2008 været ejet af Knut Axel Ugland Holding.